# Skip Records
Skip Records ist ein unabhängiges deutsches Musiklabel, das seit 1999 existiert. Mit Konzentration auf Jazz, World Music und „Sophisticated Pop“ beansprucht es, „einen anspruchsvollen Katalog an Musik zusammenzutragen, der durch konstant gute künstlerische Qualität und hervorragende Aufnahmetechnik überzeugt.“ Das Label wird von Bernd Skibbe und Sabine Bachmann geführt, die zuvor in verschiedenen Bereichen der Musikindustrie Erfahrung sammelten.
Das Label hat unter anderem Aufnahmen von Mitchel Forman, Albert Mangelsdorff, Charlie Mariano, Peter Fessler, David Friedman, Karin Hammar, Tony Lakatos, Wolfgang Haffner, Themba Mkhize, Wolfgang Schlüter, dem Tingvall Trio, Pee Wee Ellis, Omar Sosa, Susan Weinert, Joo Kraus, Emil Brandqvist, Peter Weniger, Tuomas A. Turunen, Klaus Paier, Vladyslav Sendecki, Paula Morelenbaum, Luka Bloom, der NDR-Bigband, der SWR Big Band, der hr-Bigband, Joe Gallardo, Caro Josée, Will Lee, Kevin Mahogany, Carmen Cuesta oder Simphiwe Dana veröffentlicht, wobei ältere Veröffentlichungen nicht unbedingt vorgehalten werden. Neben wenigen Lizenzübernahmen entsteht der überwiegende Teil der Alben als Eigenproduktion.
Veröffentlichungen des Labels erhielten für ihre Verkäufe u. a. elf German Jazz Awards in Gold sowie einen Jazz Award in Platin sowie zwei Impala-Awards in Silber.